# 애리조나주
애리조나주(영어: State of Arizona, 나바호어: Hoozdo Hahoodzo, 오덤어: Alĭ ṣonak)는 미국 남서부의 주이다.
애리조나주는 뉴멕시코주, 유타주, 네바다주, 캘리포니아주와 경계를 접하며, 북동쪽 꼭짓점은 콜로라도주와 만난다. 남쪽으로 멕시코와 국경을 접한다. 그랜드 캐니언 외에도 국립공원, 기념물, 인디언 보호구역 등 많은 기념물, 관광지가 있다. 1912년, 미국 본토에 마지막인 48번째 주로 가입했다. 미국의 내륙주 중 하나다.
애리조나주는 선인장이 많은 사막 풍광, 매우 더운 여름과 온화한 겨울 날씨로도 유명하다. 하지만 지역에 따라 온도 차이가 심해서 북쪽 고원에 위치한 플래그스태프는 겨울 최저 온도가 섭씨 영하 8도까지 내려간다. 그러나, 피닉스는 여름 평균 온도가 섭씨 41도로 높다.
애리조나주의 2023년 총생산은 5,125억 달러 정도로 추정한다. 애리조나주를 포함한 다른 미국의 주들을 하나의 독립 국가로 계산하면 애리조나 경제는 세계에서 18번째 규모에 달하고, 이는 이스라엘, 태국, 아랍에미리트와 비슷한 규모다. 애리조나는 미국내 주 중에서 경제 규모로 비교하면 역시 18번째로 규모가 크다.
2022년 애리조나주 1인당 평균 소득은 58,442 달러로 미국에서 34번째이다. 주의 가계 소득 중앙값은 73,450 달러로 미국 전체 가계 소득 중앙값 $74,585에 약간 못 미친다. 애리조나 초기 경제는 구리, 면화, 축우, 감귤류, 그리고 기후라는 5C에 의존했다. 한때 애리조나는 미국 1위 면화 생산지였고, 구리는 여전히 대규모 노천 광산과 지하 광산 등에서 활발히 채굴하고, 현재 미국 구리 생산의 2/3를 차지한다.
애리조나주에서는 아직 대통령이 나오지 않았다. 다만 배리 골드워터와 존 매케인이 애리조나 주 출신으로 대선에 출마했었다. 애리조나는 1952년부터 1992년까지 모든 대통령 선거에서 공화당에 투표했으며 40년 기간 동안 민주당이 한 번도 승리하지 못한 유일한 주였다. 민주당 빌 클린턴은 1996년에 애리조나에서 2% 포인트 차이로 승리하면서 공화당의 연속 승리는 끝이났다. 그러나 다음 대선 2000년부터 2016년까지는 주 대다수는 계속해서 공화당 대선 후보를 지지해서 공화당의 연속 승리를 이어갔다. 2020년 대통령 선거에서 조 바이든은 1996년 이후 처음으로 애리조나에서 승리한 민주당 대선 후보가 되었다.
참고로, 애리조나는 원어민이 쓰던 지명으로, '작은 샘이 있는 곳'(place of the small spring)을 뜻하는 단어 '알레-존'(Aleh-zon) 또는 '알리-쇼나크'(Ali-Shonak)에서 유래하였다.

## 역사

### 초기의 역사

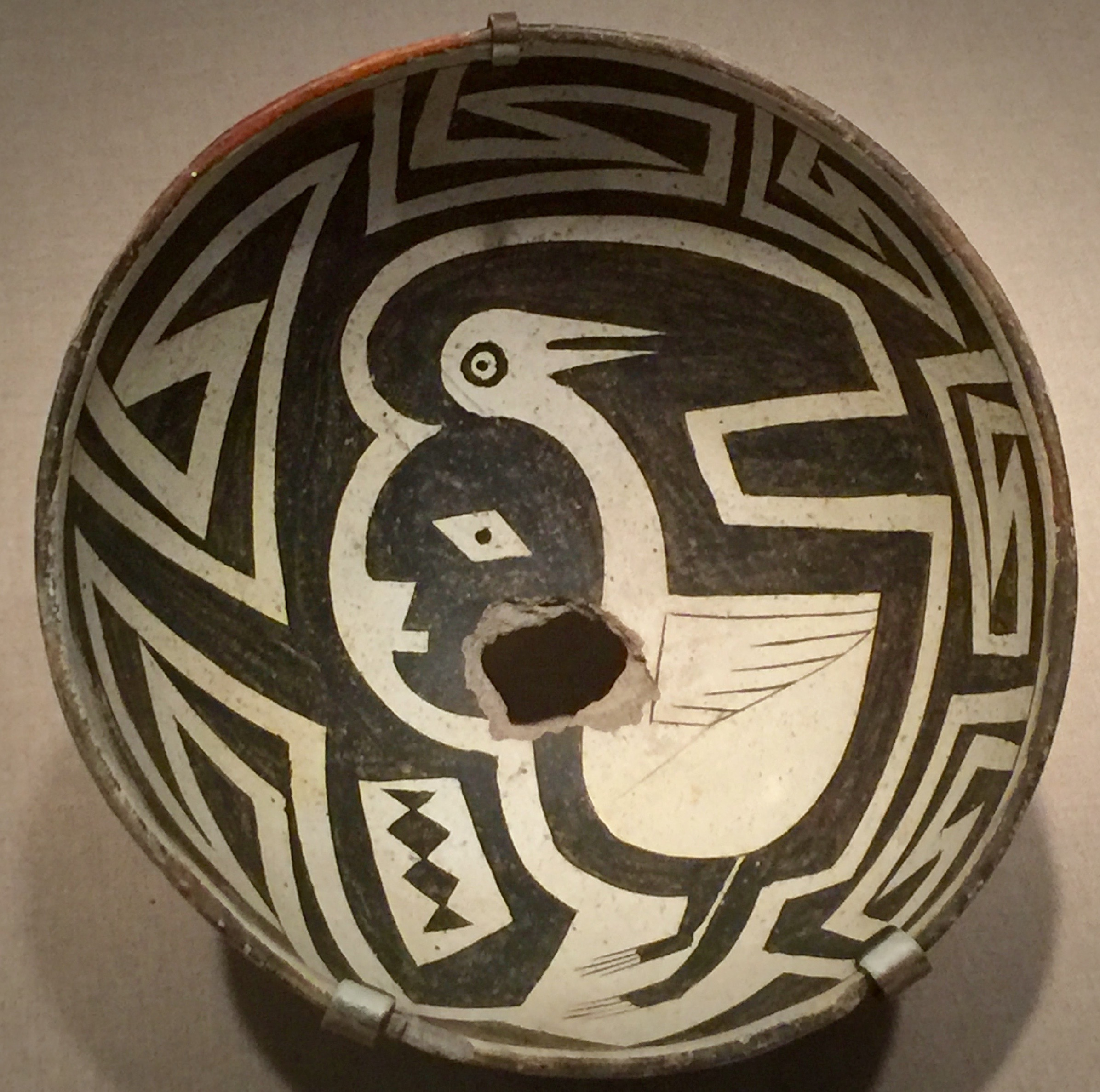
모골론(Mogollon)의 접시

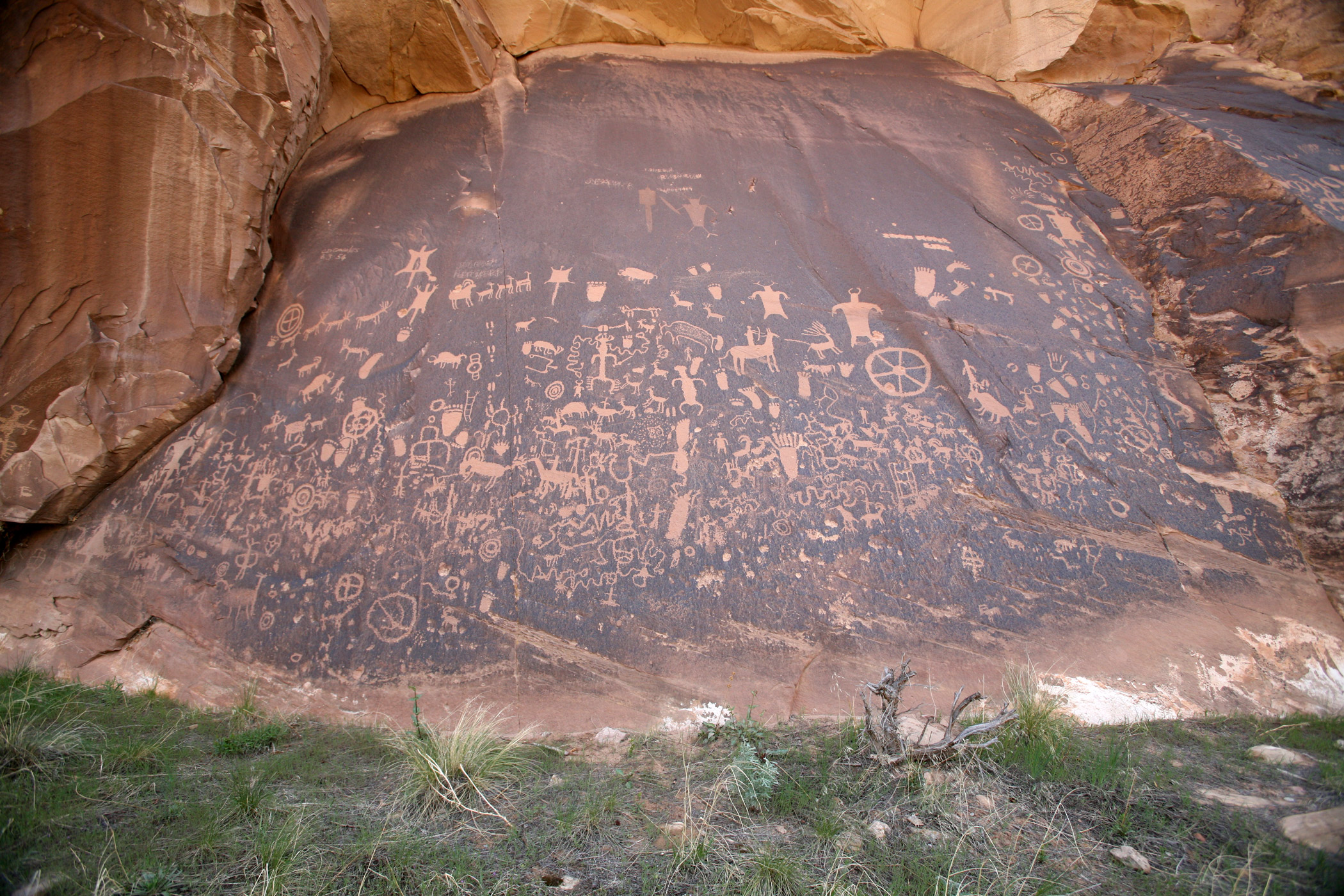
애리조나 초기 원주민 거주자들의 흔적을 보이는 뉴스페이퍼 록

애리조나 남동부에 있는 나코(Naco)와 레너(Lehner)에서 발견한 매머드 사냥 유적지에서 화살과 창끝을 매머드 유해와 함께 발굴하였다. 이는 고대 아메리카 원주민들이 최소한 12,000년 전에 이곳에 살았다는 확실한 증거이다. 그 후로 9,000년간 역사에 대한 기록은 없지만, 서기 200년경에는 아나사지(Anasazi) 인디언이 애리조나 동북쪽 캐니언디셰이(Canyon de Chelly)에 살기 시작했다.
서기 200년부터 700년까지 기간에 아나사지 인이 남긴 유품으로 바구니를 많이 발견하여서 이 시기를 '아나사지 바구니 제작자' (Anasazi Basketmaker) 시대라고 부른다.  700년에서 1300년 사이에 아나사지 부족은 절벽 주거지(Cliff dwelling)를 짓고 마을을 형성해서 살았다. 그 후 1300년경에 이들은 갑자기 절벽 주거지를 버리고 떠났다.
아나사지 바스켓 메이커 기간에 현재 플래그스태프 (Flagstaff) 근처 비옥한 고원에서 또 다른 호호캄(Hohokam) 문화가 발전했다. 1,000년에 걸쳐 그들은 950km에 이르는 관개 수로 연결망을 건설했으며 1450년대에 이르러 부족은 갑자기 사라졌다.
또 다른 부족이 애리조나 남동부와 뉴멕시코 남서부 지역의 산악 지역 힐라강(Gila River)이 흐르는 주변에 모골론 문화(Mogollon Culture)를 서기 200년부터 1450년까지 이루고 살았다. 이곳에서 발견된 최초의 도자기는 모골론(Mogollon)의 유품으로, 정교하게 잘 만들었기에 멕시코에서 수입한 공예품일 가능성도 있다.
캐나다 서북부 지역에서 살던 아파치족과 나바호족이 서기 1300년 경 애리조나로 이주해서 이곳 애리조나 원주민 부족으로 정착했다.

### 스페인인의 탐험

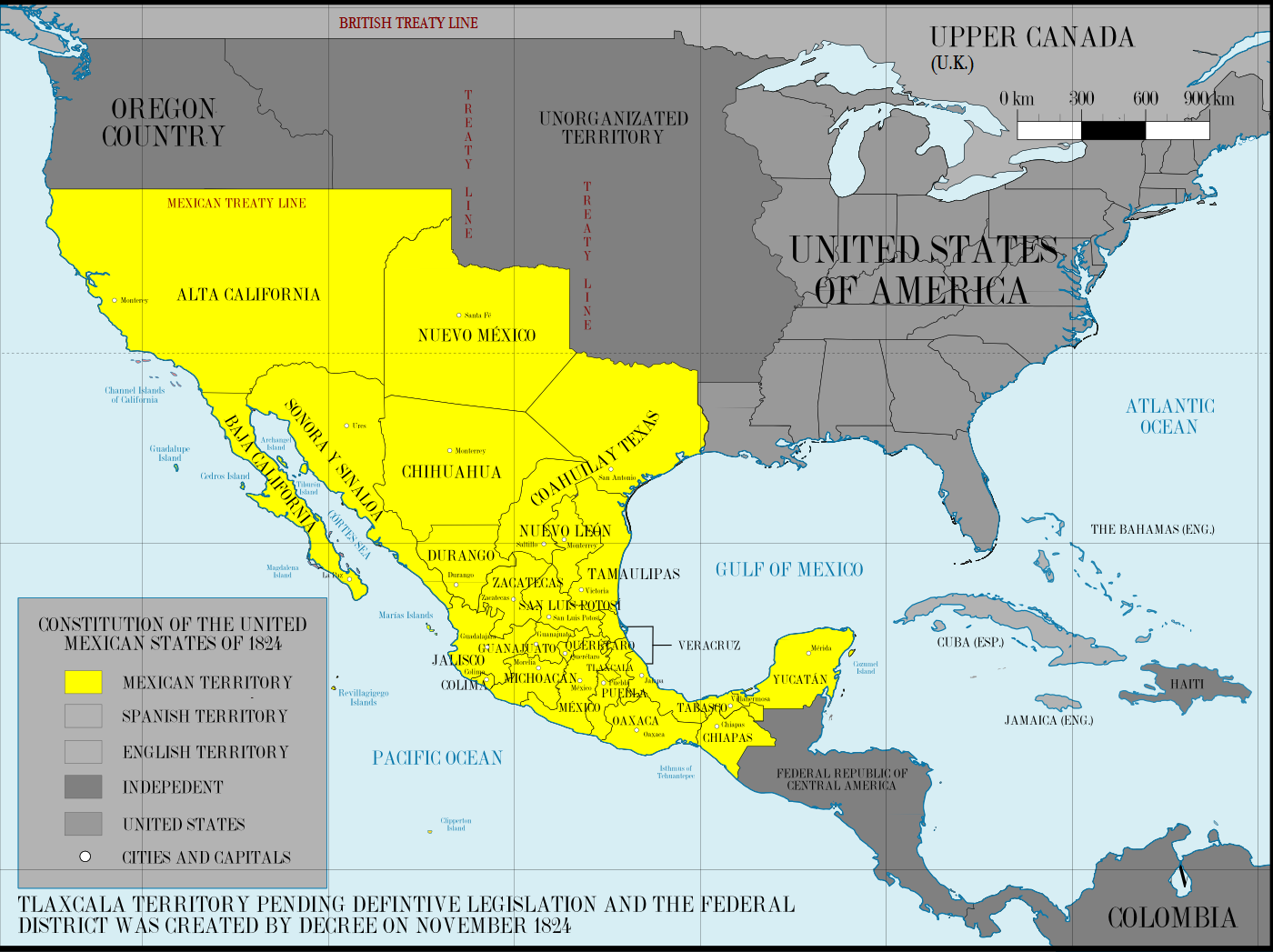
1824년 경의 멕시코 (오늘날의 캘리포니아주, 애리조나주와 뉴멕시코주를 포함한다.

16세기에 뉴스페인(New Spain)(현 멕시코, 스페인어로는 누에바 에스파냐(Nueva España))의 스페인 사람들 사이에 북쪽 수백 킬로미터 떨어진 곳에 "시볼라(Cibola)"라고 부르는 "7개의 황금 도시(Seven Cities of Gold) "가 있다는 소문이 돌았다.
뉴스페인 총독은  1539년 마르코스 데 니자(Marcos de Niza) 신부를 단장으로  7개 "시볼라 황금도시" 소문을 확인하는 원정단을 보냈다. 원정단이 뉴멕시코 주니
(Zuni) 인디언 마을에 들어가서 확인 작업을 하다가 일행 중 한 명이 인디언에게 붙잡혀 목숨을 잃었다. 이로 인해 원정단은 원정을 끝내고 출발지로 향했다. 원정단은 멕시코 시티로 돌아와 총독에게 사볼라라는 도시를 방문했고, 그 도시는 멕시코시티보다 몇 배나 컸다고 과장하는 허위 보고를 했다. 총독은 1540년에 탐험가 프란시스코 바스케스 데 코로나도 (Francisco Vázquez de Coronado)장군에게 대규모 원정부대를 맡기고 시볼라 황금 도시를 찾게 했다.  고생 끝에 코로나도 원정대는 시볼라 도시가 있다는 곳에 도착했다. 하지만 부유한 황금 도시라는 시볼라는 찾지 못하고 진흙으로 지은 어도비집에 사는 주니 푸에블로 마을만 발견했다. 코로나도 장군은 하위쿠(Hawikuh) 주니 인디언 마을을 점령하는 과정에서 주니족과 전투로 부상을 입어 원정부대는 마을에 주둔하였다.
주니 푸에블로에 주둔했던 기간에 코로나도 장군은 가르시아 로페스 데 카르데나스(Garcia Lopez de Cárdenas)에게 작은 정찰단을 이끌고 북쪽지역을 탐사하라는 명령을 내렸다. 정찰단은 20일만에 그랜드 캐니언을 흐르는 콜로라도강을 발견했지만 그랜드 캐니언 절벽 아래로 내려가지는 못했다. 이들이 그랜드 캐니언을 처음 본 유럽인이다. 코로나도 장군은 두번째 정찰단을 돈 페드로 데 토바르(Don Pedro de Tovar)에게 맡겼고, 정찰단은 호피족이 사는 호피 메사를 발견했다. 코로나도 장군은 황금 도시가 동쪽에 있다는 안내원의 말을 믿고 뉴멕시코 리오그란데강가 티웨쉬를 지나서 지금의 캔자스까지 원정했으나 헛소문만 확인했다. 그는 티웨쉬로 돌아와 겨울을 나고 1542년 뉴스페인으로 돌아갔다.

### 스페인인의 정착
애리조나의 스페인인의 정착은 1629년 프란치스코회 선교사들이 호피(Hopi)지방에 있는 아와토비(Awatovi)에 선교 교회를 세웠을때 시작되었다. 아와토비에서 호피족 선교는 큰 성과를 거두어 1664년에는 약 900명의 호피족이 기독교인이 됐다. 하지만 아와토비 마을을 제외한 주위의 많은 호피족은 스페인 문화와 천주교를 받아드리지 않았고 1680년에 호피족은 이 선교사들을 살해하고 반란을 일어켜 교회를 파괴하고 그들은 뉴스페인의 통치에서 벗어났다.1692년 스페인인들이 아와토비를 되찾기 위해 돌아왔을 때 호피족은 그들을 환영하여 선교를 계속할 수 있었으나 스페인에 대항하는 호피족이 1701년에 아와토비 푸에블로를 공격하여 푸에블로를 완전히 파괴하고 아와토비의 모든 남자를 죽였다. 이에 대한 보복으로 스페인군은10년에 걸쳐 호피족을 여러 차례 공격했지만 호피 지방을 되찾는 데는 실패했다.
에우세비오 프란시스코 키노(Eusebio Francisco Kino) 신부는 1687년
지금의 애리조나 남부와 멕시코 소노라의 북부 지역인 피메리아 알타(Pimería Alta)에 와서 1711년 사망할 때까지24년동안24개의 선교부 (시골 교회)와 방문소를 설립하여 오오담(O'odham) 원주민을 위해 기독교 선교사역을 했다.
산타크루즈강 유역 투박(Tubac)에 정착한 스페인 사람들과 기독교를 받아드린 인디언의 마을에는 소, 말, 양과 염소등을 키우고 있어서 아파치족의  약탈 대상이 되어 있었다. 1753년에 스페인군은 투박을 아파치족의 공격으로부터 보호하기 위하여 군사를 주둔시키고 요새(프레시디오,Presidio)를 지었다.
1776년에 군인들을 요새를 새로운 정착지 투산으로 옮겼다. 그곳에서 그들은 자신들과 아파치의 공격에서 피난 온 정착자들을 보호하기 위해 높고 두꺼운 어도비 벽들로 새 요새를 지었다.
뉴스페인의 멕시코는 1821년에 스페인으로부터 독립했고, 현재 애리조나에 속하는 영토는 멕시코 영토가 되었다. 1846년 미국은 멕시코-미국 전쟁에 들어갔다.  1848년에 전쟁을 끝나고 과달루페 이달고 조약을 맺음으로, 미국은 오늘날의 뉴멕시코, 캘리포니아, 네바다, 유타, 콜로라도의 소유권을 차지하였다. 당시 뉴멕시코는 지금 애리조나의 힐라강 북부를 포함하고 있었다. 미국의 많은 동부인들은 새롭게 획득된 영토에서 노예 제도가 채택될 것을 우려하며 조약에 반대하였지만 미국 상원의 찬성으로 조약이 채결되었다.

개즈던 매입으로 넓어진 오늘의 애리조나주와 뉴멕시코주 지도

1853년 미국은 남서부의 대륙횡단 철도를 계획하고 있었는데 멕시코 영토에 들어 있는 투산 지역이 필요했다. 미국 정부는 멕시코 정부와 교섭하여 두나라는 개즈던 매입(Gadsden Purchase)에 서명하게 되었다. 이 조약을 통하여 미국은 투산 지역을 포함하는 힐라강의 남부 지방을 매입하여 현재의 미국과 멕시코 사이의 국경이 정해지게 되었다.

### 준주 시대
남북 전쟁은 애리조나에 커다란 정치적 변화를 가져왔다. 1850년대에 정착자들은 애리조나 준주 건립을 미국 의회에 요청하였으나 이들의 요청이 무시되었다. 1861년 4월 남북 전쟁이 일어나자, 의회의 무반응에 분노한 애리조나인들은 남부연합 편에 가입하였다.  미 연방과 남부 연합은 뉴멕시코와 애리조나 영유권을 놓고 충돌하게 되었다. 남부 연합은 뉴멕시코와 애리조나 지역을 영유하기 위해 남부 군인들을 보내어 북군에 대항했다.

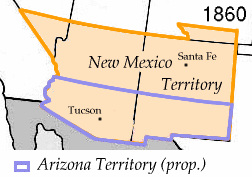
뉴멕시코에서 애리조나 분리 제안(1860)

1961년 8월1일 제1차 메시아 전투(Battle of Mesilla)에서 남부군이 승리한 후, 애리조나 준주는 남부 연합의 일부라고 선포했다. 애리조나 준주(영토)는 1862년 1월 18일에 남부 연합 연방의 제퍼슨 데이비스 대통령이 애리조나 준주 설립 법안에 서명하여 "애리조나 준주"( Territory of Arizona)라는 이름이 최초로 공식적으로 사용되었다. 그러나 남군이 1862년 3월에 뉴멕시코의 글로리에타 전투(Battle of Glorieta Pass)와 4월에 있은 투산의 서북쪽에서의 피카쵸 전투(Battle of Picacho Pass)에서 패하여 뉴멕시코에서 전쟁은 북군의 승리로 끝나고 말았다. 미 연합국정부가 세운 애리조나의 준주는 남군의 군사적 패배로 큰 의미가 없고 오히려 미 의회에 의한 애리조나 준주 가입을 앞당기는 결과를 가져왔다. 남북전쟁 기간 중인 1863년 2월24일 미 의회는 뉴멕시코 준주를 동서로 나누어 워싱턴에서 서쪽으로 32도 되는 경도를 경계로 애리조나 준주를 세웠다. 1863년 12월 27일 존 N. 구드윈(John N. Goodwin)이 애리조나 준주의 첫 총독으로 부임했고 주도는 프레스콧(Prescott)이 되었다. 주도는 후에 투손으로 옮겼다가 다시 프레스콧으로 옮겼다가 지금의 피닉스로 옮겼다.

### 인디언과의 관계

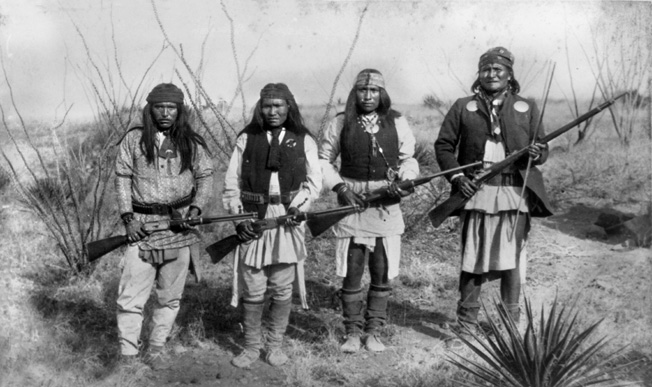
아파치족의 추장 제로니모와 그의 전사들 (1886년)

애리조나가 미국의 일부가 되었을 때, 백인 정착민들에게 가장 강하게 저항한 세력은 나바호족과 아파치족이었다. 1864년 키트 카슨(Kit Carson) 대령이 이끄는 미 육군은 나바호족을 진압하여 항복을 받아내고 약 8,000명의 나바호족을 강제로 뉴멕시코에 있는 섬너 요새까지 이주 시겼다.   480km의 먼 길을 가는 롱워크(Long Walk) 에서 많은 희생이 생겼고 새로운 환경에서 정착이 안되고 희생이 늘어나자 실패를 인정하고 1868년 보스키 레돈도 조약(Treaty of Bosque Redondo)을 맺고 애리조나의 고향 땅으로 다시 돌아가게 했다.
아파치족은 나바호족보다 20년 더 오랫동안 백인 정착지에 저항했다. 제로니모와 코치스가 이끄는 아파치족은 백인 정착민 마을과 군 병력이 있는 요새를 수차례 공격했다. 코치스가 사망하고 제로니모가 1886년9월에  항복하여 백인과 아파치 인디언 사이의 갈등이 마침내 끝났다. 전쟁 포로가 된 제로니모는 27년간 통제와 감시속에서 타향살이를 했으나 백인들로 부터는 일종의 영웅대접을 받기도 했다. 1905년 시어도어 루스벨트 대통령 취임식에도 초대받았다.

### 준주의 발전

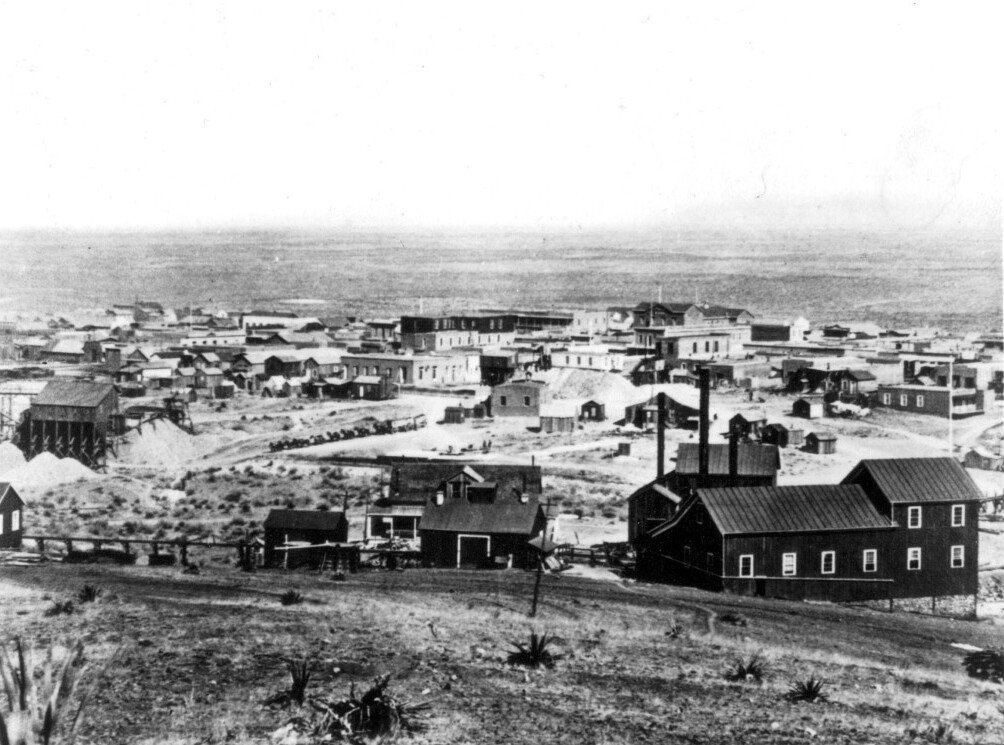
은 채굴 붐이 일어난 후, 솟아난 타운 툼스톤 (1881년경)

인디언들과의 갈등이 지속되는 동안 애리조나에는 금과 은의 발견으로 많은 채굴꾼들이 들어왔고, 그를 통해 발전을 이루었다. 1867년쯤에는 오늘날의 피닉스 인근의 솔트강 유역에서 농부들이 밭에 관개를 시작하였다. 방목은 1880년대에 대규모의 산업이 되었다. 애리조나의 풍부한 구리 광산들은 1880년대와 1890년대에 많이 개발되었다. 서던 퍼시픽 철도가 1877년 9월 30일에 캘리포니아주에서 콜로라도강을 건너 애리조나 유마로 들어왔고 1880년 3월20일 에는 투손까지 들어왔다.

### 주 승격

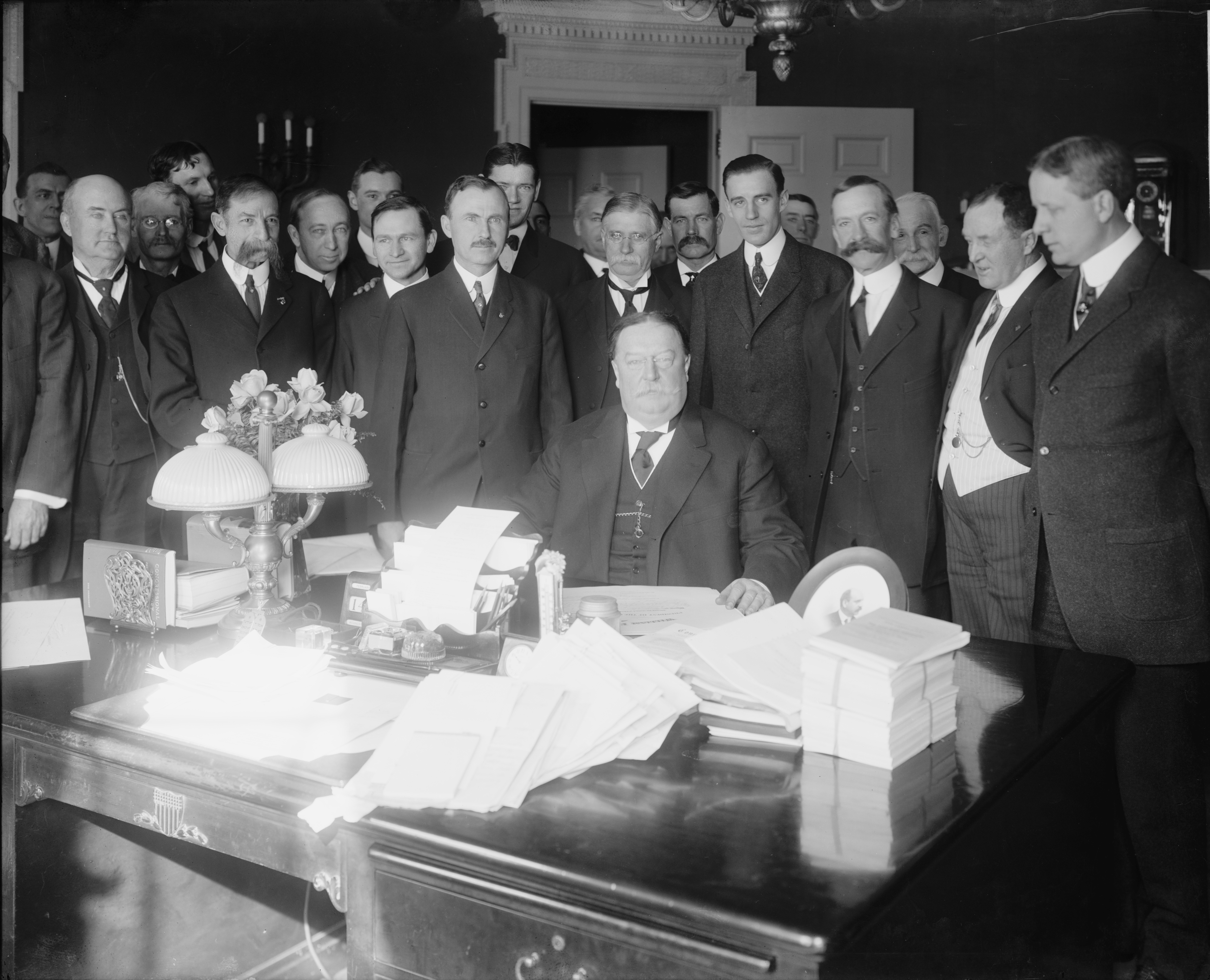
윌리엄 하워드 태프트 대통령이 애리조나의 주로서의 선언을 서명하고 있다.

1890년경 준주였던 애리조나를 주로 만드는 운동이 시작되었다. 1910년 의회는 헌법을 작성하고 애리조나를 주로 승격 신청하는 것을 허락하였다. 윌리엄 하워드 태프트 대통령은 제출된 주 헌법이 일반 투표에 의해 공무원의 해임권으로 알려진 진행에 의하여 사무소로부터 재판관들을 제거하는 데 투표인들을 허락할 것 같은 이유로 법안을 거부하였다. 이 조항이 헌법에서 삭제된 후 주로서의 승격이 승인되었다. 1912년 2월 14일, 애리조나주는 미국의 48번째 주가 되었다. 주민들은 재판관들을 소환하여 헌법을 바꾸었다.
민주당원 조지 W. P. 헌트(George W.P. Hunt)는 애리조나주의 초기 역사에 커다란 영향을 주었다. 주의 초대 주지사였던 그는 7번의 임기를 맡았다. 그의 임기 동안 그는 댐의 개발과 관개 시스템들을 성원하고 방목과 광업에 유리한 법률들을 제정하기 위해 노력했다.
연방 정부의 계획은 수자원 개발과 관광업에 대하여 새로운 주에 도움을 주는 것이었다. 관개의 물을 마련하는 첫 번째 큰 댐은 시어도어 루스벨트 댐으로, 1911년] 피닉스에 있는 솔트강에 지어졌다. 그 후로 25년 동안 더 많은 댐들이 지어졌다. 힐라강에 쿨리지 댐, 버드강에 바틀렛 댐과 솔트강에 3개의 추가 댐들이 주의 관개 지역에 많이 추가되었다. 가장 큰 댐인 후버 댐이 1936년 콜로라도강에 완공되었다. 미국 정부는 경치와 역사적 장소들 개발로, 관광업을 늘리는 데 도움을 주었다. 따뜻하고 건조한 기후가 요양자들과 겨울 방문객들을 끌어들였다.
제1차 세계 대전이 일어나는 동안에 면화는 중요한 수확물이 되었다. 관개된 땅의 규모는 빠르게 늘어났고 농산물의 생산량도 증가하였다. 농부들은 펌프로 땅에서 끌어올린 물에 의지하게 되었다. 애리조나주의 구리 생산은 1920년대를 걸쳐 증가하였다. 1930년대의 대공황은 국가의 많은 부분들에서 근로자들에게 새로운 직업들을 찾는 데 강요하였다. 그들 중의 어떤 이들은 애리조나주에 정착하였다. 1920년과 1940년 사이에 인구는 334,162명에서 499,261명으로 늘어났다.

### 20세기 중반
제2차 세계 대전 시기에 해가 뜨는 날이 많아 비행 날씨에 적합하다는 이유로 정부는 애리조나주에 많은 공군 기지들을 세웠다. 애리조나주의 주요 생산물인 소, 구리와 면화 수요는 세계 대전 절정기에 빠르게 증가하였다. 피닉스는 생산을 2배로 늘렸다.
1950년대에 들어 붐이 지속되면서 애리조나주에 주둔해 온 수천 명의 베테랑 군인들이 자신들의 가족과 함께 이주하여 정착하였다. 에어컨이 널리 사용되면서 사막 지역에서도 생활이 윤택해졌기 때문에 많은 퇴직자들을 포함한 많은 사람들이 동부에서 애리조나주로 이주하였다. 주의 인구는 1940년대 동안에 대략 50퍼센트, 1950년대에 대략 74퍼센트로 올랐다.
1948년 애리조나주의 인디언들은 투표권을 얻었다. 애리조나주 대법원은 인디언들이 투표권을 행사하지 못하게 한 주의 법률 일부를 폐지했다.
1950년대와 1960년대 애리조나주는 농업에서 제조업으로 경제 방향을 바꾸었다. 1967년부터 농산물 대략 10억 1천만 달러와 비교하여 산업 생산품의 가치는 1조 달러에 도달하였다. 새로운 공장들은 전기 제품, 컴퓨터와 냉장 장치를 포함한 다양한 전자 제품을 생산하였다. 애리조나주의 따뜻한 겨울은 휴양을 즐기려는 사람들을 불러들였고, 관광업은 더욱 큰 산업이 되었다.
1940년대와 1950년대 들어 농업, 제조업과 인구의 번창은 애리조나주의 수자원을 압박하였다. 1960년대 이후로, 주는 내리는 비보다 지하에서 끌어올리는 물의 공급을 늘렸다. 1963년 미국 대법원은 한 해에 콜로라도강의 물 2,800,000에이커 피트(3.5조 큐빅 미터)에 관한 권리들을 애리조나주에 주었다. 1에이커 피트(1,233 큐빅 미터)는 1피트(30 센티미터) 깊이의 물의 1에이커(0.4 헥타르)에 동일하고, 한 해에 대략 5개의 도시 거주민들에게 공급되었다.
1965년 재판관 로나 록우드가 애리조나주 대법원의 최고 재판관으로 선출되었다. 동료 재판관들이 선출한 그녀는 미국에서 주 대법원을 이끄는 첫 번째 여성이 되었다.
애리조나주의 인디언들은 1960년대에 경제적 수입을 창출해 냈다. 일부 부족들은 비지니스 회사, 공장, 산업과 자신들의 보호 구역에 휴양지를 운영하기 시작하였다. 1969년에 나바호족 커뮤니티 칼리지가 주의 북동부에 있는 나바호족 보호 구역에 있는 매니 팜스에 개교되었다. 칼리지는 1973년에 체일로 옮겨졌다.

### 20세기 후반
1974년 주에 충분한 물을 안전하게 공급하는 데 디자인된 운하, 터널과 파이프라인의 시스템인 센트럴 애리조나 프로젝트를 위한 건설이 시작되었다. 프로젝트는 1991년에 완료되었다. 이 시스템은 336마일(541킬로미터)를 덮고 콜로라도강에 하바수호로부터 투산의 남서부에 있는 샌 사비어 인디언 보호 구역으로 뻗어있다.
1975년 선출된 라울 H. 카스트로는 주지사로 되었다. 그는 사무소로 선출되는 데 첫 멕시코계 미국인이 되었다.
1981년 로널드 레이건 대통령은 애리조나 재판관 샌드라 데이 오코너를 미국 대법원으로 임명하였다. 그녀는 첫 여성 회원이 되었다.
1900년대 후반에 카지노 도박이 많은 애리조나 인디언 종족들과 보호 구역들에 보건, 교육과 주택 프로그램들에 기금을 위한 세입의 중요한 근원이 되었다. 또한 종족들은 새로운 농업 프로젝트를 창조하거나 도시들에 팔려고 센트럴 애리조나 프로젝트의 할당을 이용하기도 하였다.
1988년 에번 메컴 주지사는 주의 입법부에 의하여 사무소로부터 퇴거되었다. 그는 자신의 자동차 판매권에 불법적으로 주의 돈을 빌려주고 자신의 측근들 중의 하나가 대배심의 증인들에 대항하여 죽음의 위협을 만든 고발들에 조사를 막으려 한 이유로 고발되었다. 주의 하원은 그를 탄핵하였다. 상원은 메컴을 고발해 유죄 판결을 내리고 그를 사무소로부터 퇴거시켰다. 로즈 모퍼드는 임기를 마치고 애리조나주지사를 지낸 첫 여성이 되었다.
1997년 파이프 시밍턴 주지사는 은행들에 잘못된 재정적 계산서들을 채운 이유로 사기의 유죄 판결을 받은 후에 사임하였다. 이 활동들은 그가 주지사로 되기 전에 부동산 개발업자로 지내는 동안에 일어났다. 1998년 시밍턴은 자신의 유죄 판결을 항소하였다. 시밍턴을 대신한 제인 디 헐이 그 해 주지사로서 임기를 완전히 채우기 위하여 선거에 나갔다. 선거에서 우승한 그는 주에서 선출된 첫 여성 주지사가 되었다.

### 21세기
주의 경제는 1990년대 후반과 2000년대로 들어서면서 강하게 남아있었다. 그러나 쇠퇴하는 구리의 가격들과 장기적 노동 논쟁들은 몇몇의 광산 지역들에서 엄격한 경제적 문제들로 이끌었다.
애리조나주는 지속적으로 국가에서 가장 빠르게 번창하는 주들 중 하나가 되었다. 인구는 1980년과 1990년 사이에 35퍼센트, 1990년과 2000년 사이에 40퍼센트나 증가했다. 그 요인은 많은 인구가 시골 지역에서 벗어나 도시로 이동했기 때문이다.

## 경제

### 서비스업

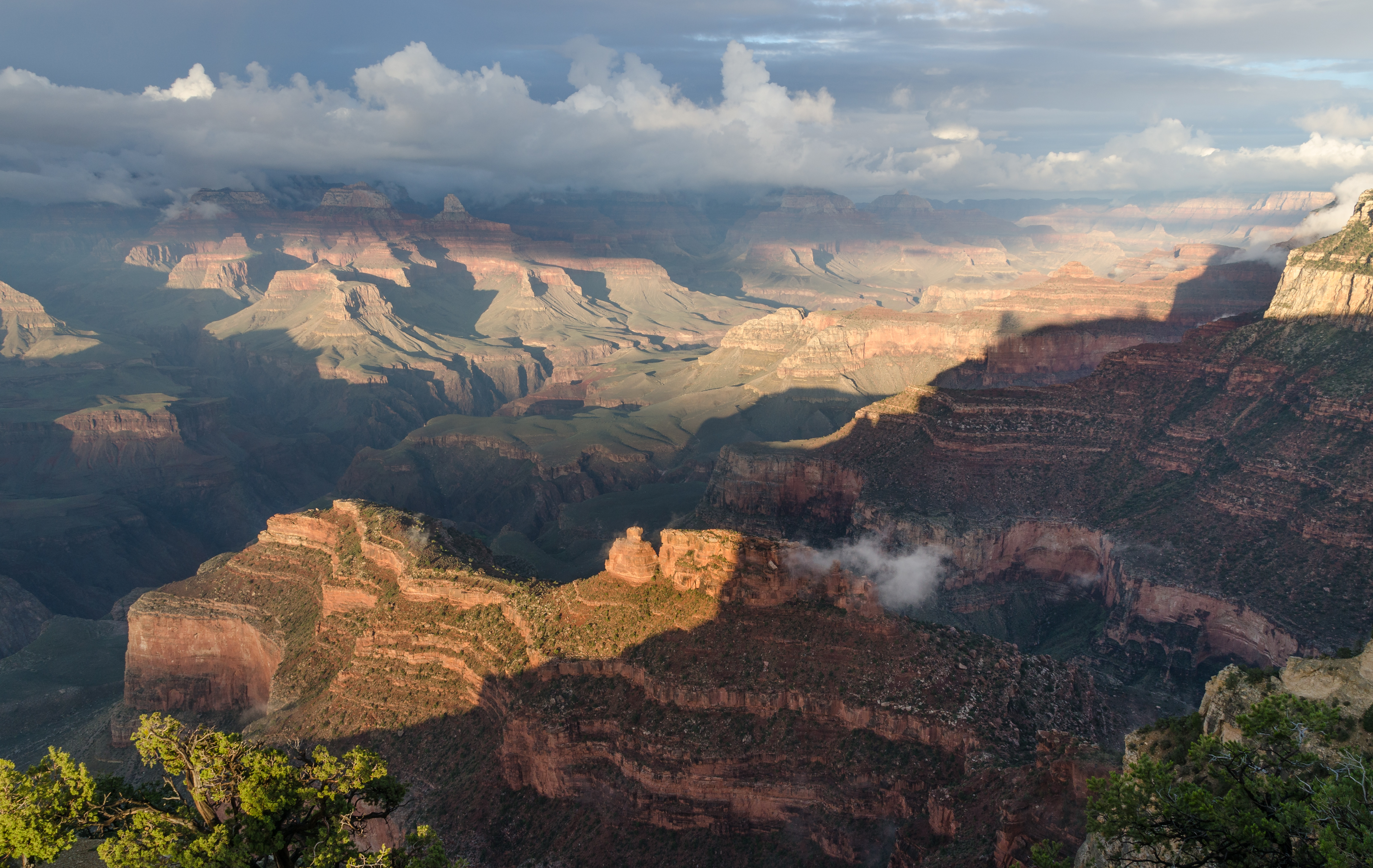
그랜드 캐니언 국립 공원

서비스업은 애리조나주의 고용과 국내총생산의 대략 80퍼센트를 차지한다. 서비스업의 대부분은 피닉스와 투산 지역에 집중되어 있다.
주도인 피닉스는 정부 활동의 중심지이다. 몇몇의 금융 연구소들이 피닉스와 둘러싸인 지역들에 있다. 호텔, 식당과 소매상들의 다수는 피닉스와 투산 지역들에 있다. 호텔과 식당들은 특히 해마다 애리조나주를 방문하는 수억 명의 관광객들로부터 이득을 얻는다. 미국의 주요 교통 회사 US 에어웨이스 그룹이 템페에 기지를 두었다.
주의 빠르게 자라나는 인구는 새로운 주택을 위한 강한 요구를 창조하였다. 1990년대 초반 이래 많은 사무소 건물과 리조트들이 개장하였다. 군사 기지와 아메리카 인디언 보호 구역의 운영은 애리조나주에서 중요한 정부 서비스이다. 군사 기지들은 데이비스-몬선 공군 기지, 화추카 요새, 루크 공군 기지 등을 포함한다. 주에는 몇몇의 큰 인디언 보호 구역들이 있다. 미국에서 가장 큰 보호 구역인 나바호족 보호 구역은 애리조나주 북동부의 대부분을 차지하고 있다.

### 제조업
애리조나주의 지도적인 제조품들은 컴퓨터와 전자 제품과 교통 수단이다. 피닉스 지역의 공장들은 전자 제품의 대부분을 생산한다. 전자 제품들은 수색, 검파, 항해 기구들과 반도체를 포함한다. 피닉스와 투산 지역에서는 많은 양의 교통 수단을 생산한다. 교통 수단의 대부분은 항공기와 그 부품을 포함한 항공 제품, 헬리콥터와 우주항공 제품이다.
다른 제조품들은 화학, 합성 금속 제품, 비금속 미네랄과 가공 식품들을 포함한다. 이 제품은 주로 피닉스와 투산 지역에서 생산된다. 세탁용 제품과 약품은 선도적인 화학품들이다. 중요한 합성 금속 제품들은 건축용 금속과 창문과 문을 위한 틀을 포함한다. 콘크리트는 선도적인 비금속 미네랄 제품이다. 식품은 제과류와 낙농제품을 포함한다.

### 농업

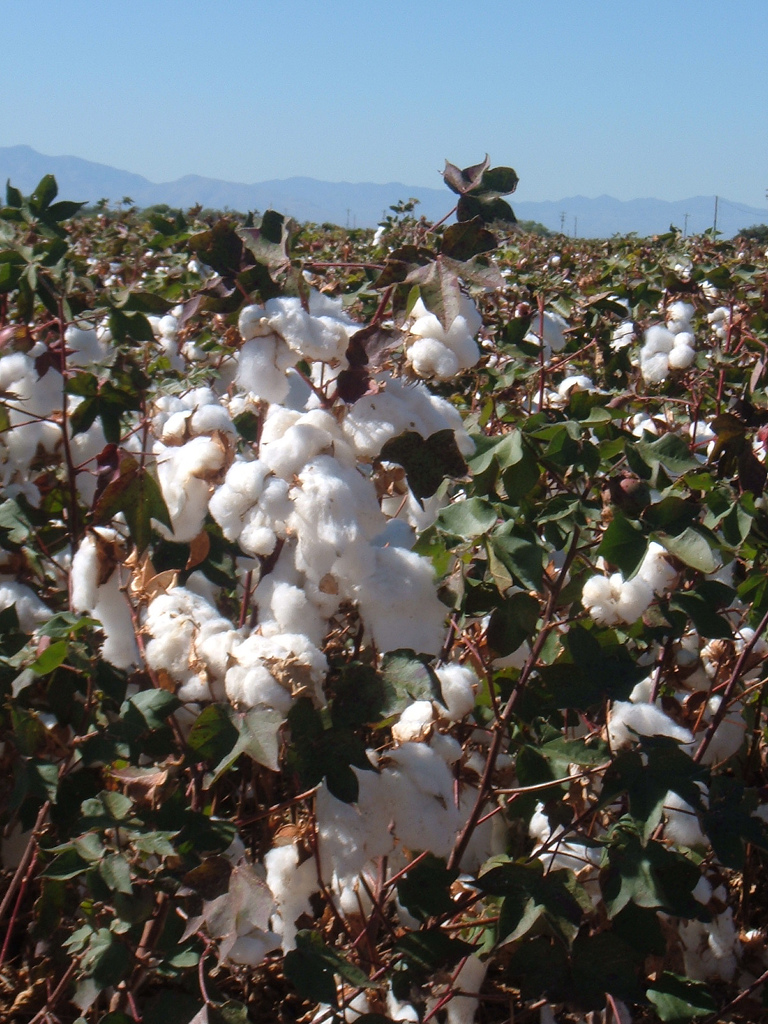
새퍼드 외부에 있는 면화 밭

농장 지대는 애리조나주의 3분의 1 이상을 덮고 있다. 애리조나주의 15개 카운티들은 모두 어떤 관개 대지를 가지고 있다. 애리조나주 농장 지대의 대략 절반은 관개되었다.
수확물은 애리조나주 총 농장 소득의 대략 절반을 차지하며, 주의 대지의 5퍼센트 이하는 수확물을 재배하는 데 쓰인다. 상추는 가장 가치적인 수확물이며, 대부분 유마 카운티에서 생산된다. 면화와 건초의 생산은 남부 애리조나주, 특히 매리코파와 피널 카운티에 집중되어 있다. 애리조나주는 감귤류, 멜론과 채소의 주요 생산지로 랭킹에 올라있다.
가축 또한 농장 소득의 대략 절반을 차지한다. 육우와 젖소는 주에서 농장 소득의 주요한 요인이다. 이 주의 목축업자들은 대부분 육우를 사육한다. 낙농 지대의 대부분은 매리코파와 피널 카운티에 있다. 앙고라 염소, 돼지와 양도 애리조나주에서 사육된다.

### 광업

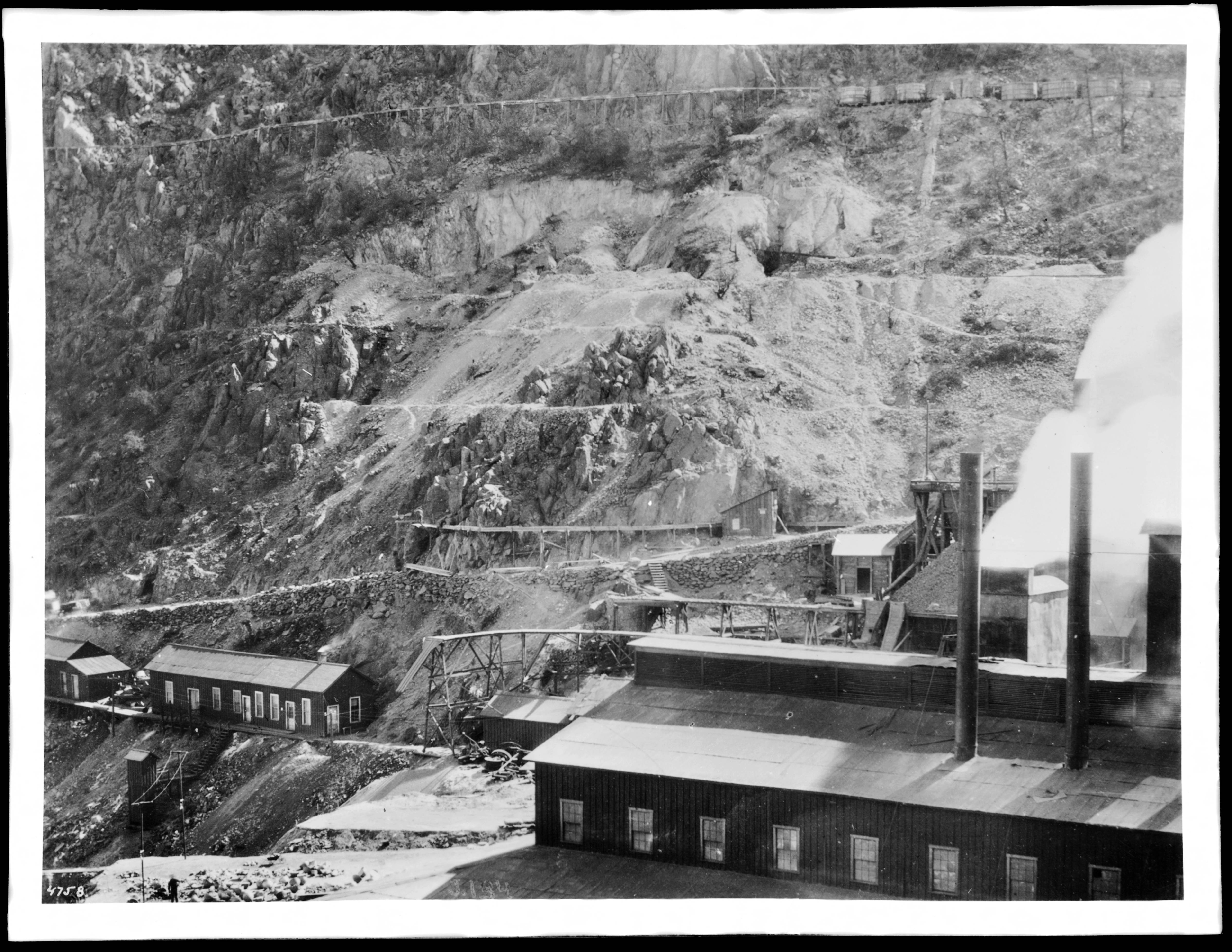
비즈비의 구리 광산

구리는 애리조나주의 광업 소득의 대부분을 마련하고, 주는 주요 구리 생산지이다. 그린리, 피마와 피널 카운티는 구리의 대부분을 공급한다. 길라와 야바파이 카운티도 또한 주요 구리 광산이 있다. 금, 몰리브덴과 은은 채굴되는 구리 광석의 부산물로서 재발견되었다.
석탄, 깨진 돌, 모래와 자갈도 중요한 광물이다. 석탄은 나바호 카운티에 있는 광산에서 생산된다. 석회암은 지도적인 깨진 돌이다. 애리조나주는 몰리브덴, 모래와 자갈의 주요 생산지이다.

## 주민
| 인구조사                                                                                           | 인구      | Note | %±     |
| -------------------------------------------------------------------------------------------------- | --------- | ---- | ------ |
| 1860년                                                                                             | 6,482     |      | —      |
| 1870년                                                                                             | 9,658     |      | 49.0%  |
| 1880년                                                                                             | 40,440    |      | 318.7% |
| 1890년                                                                                             | 88,243    |      | 118.2% |
| 1900년                                                                                             | 122,931   |      | 39.3%  |
| 1910년                                                                                             | 204,354   |      | 66.2%  |
| 1920년                                                                                             | 334,162   |      | 63.5%  |
| 1930년                                                                                             | 435,573   |      | 30.3%  |
| 1940년                                                                                             | 499,261   |      | 14.6%  |
| 1950년                                                                                             | 749,587   |      | 50.1%  |
| 1960년                                                                                             | 1,302,161 |      | 73.7%  |
| 1970년                                                                                             | 1,745,944 |      | 34.1%  |
| 1980년                                                                                             | 2,718,215 |      | 55.7%  |
| 1990년                                                                                             | 3,665,228 |      | 34.8%  |
| 2000년                                                                                             | 5,130,632 |      | 40.0%  |
| 2010년                                                                                             | 6,392,017 |      | 24.6%  |
| 2019 (추산)                                                                                        | 7,278,717 |      | 13.9%  |
| 출처: 1910–2010 2019 estimate Note that early censuses may not include Native Americans in Arizona |           |      |        |

2000년 미국 인구 조사국은 애리조나주의 인구가 5,140,632명이라고 보고하였다. 인구는 1990년으로 본 3,655,228명에서 40 퍼센트나 증가하였다. 2000년 조사국에 의하면 애리조나주는 50개의 주들 중 인구에서 20위에 들어와있다.
애리조나 주민의 대략 88 퍼센트는 메트로폴리탄 지역들에 산다. 60 퍼센트 이상은 피닉스-메사-스코츠데일 메트로폴리탄 지역에 산다. 대략 15 퍼센트는 투산 메트로폴리탄 지역에 산다. 애리조나주의 대도시 피닉스는 풍부한 농업 구역을 위한 교역과 운송의 중심지이다. 투산은 애리조나주에서 두번째로 큰 도시이다. 양 도시는 중요한 제조업의 중심지이며 휴양 지역들이다. 애리조나주의 다른 대도시들은 메사, 글렌데일, 스코츠데일, 챈들러와 템페이다.
애리조나 주민 100명 중 대략 5명은 아메리카 인디언이다. 애리조나주는 미국에서 3번째로 큰 인디언 인구를 가지고 있다. 오클라호마주와 캘리포니아주가 더 많은 인디언들이 있다. 나바호 족은 애리조나주에서 가장 큰 종족이다. 북부 애리조나주에 있는 오레이비의 인디언 정착은 미국에서 가장 오래되고 지속적인 거주지들 중의 하나이다. 호피 족은 1100년대에 정착지를 지었다. 애리조나주에는 16개의 종족 회의가 있다. 이 회의들은 다양한 종족을 다스리고 그들의 재산을 관리하는 도움을 준다.
애리조나 주민의 대략 25 퍼센트는 히스패닉이다. 멕시코 계통의 주민들이 주의 히스패닉 인구의 82 퍼센트를 차지한다. 이 단체들의 많은 가족들은 집에서 스페인어를 쓰나, 이 가족들의 자식들은 학교에서 영어를 쓴다. 멕시코 음식과 전통 의상이 애리조나 주민들 사이에 인기있다. 주에는 또한 독일, 아일랜드, 영국 계통의 주민들도 있다.

## 한인사회
'2010년 센서스국 인구조사' 결과를 보면 애리조나에 거주하는 한인 인구는 공식적으로 총 1만5022명으로 나타났다.
한인인구는 애리조나 전체 인구 중 점유율이 0.2%이다. 애리조나 아시안 커뮤니티 가운데 한인사회는 인도, 필리핀, 중국, 베트남에 이어 5위 규모를 기록했다.
애리조나 한인사회 인구수는 2000년부터 지난 10년 사이 64.7%가 증가한 것으로 나타나 조지아주에 이어 전국에서 두번째로 한인사회규모 성장이 컸던 것으로 조사됐다.
한인사회 소식을 전해주는 애리조나 타임즈 주간지가 2011년1월부터 발행되어 교포사회에 공헌하고 있다.
피닉스와 투산지역을 포함 애리조나 전반적 뉴스를 보도하며 2015년 4월부터는 인근주인 뉴멕시코주 소식란도 추가해서 서비스 지역을 넓혀가고 있다.

## 스포츠클럽
애리조나에는 미국의 4대 프로 스포츠 클럽이 모두 자리 잡고 있다.
| 클럽                    | 종목        | 리그 | 우승경력       |
| ----------------------- | ----------- | ---- | -------------- |
| 애리조나 카디널스       | 미식 축구   | NFL  | 2 (1925, 1947) |
| 애리조나 다이아몬드백스 | 야구        | MLB  | 1 (2001)       |
| 피닉스 카이오츠         | 아이스 하키 | NHL  | 0              |
| 피닉스 선스             | 농구        | NBA  | 0              |

## 애리조나주 유명인사

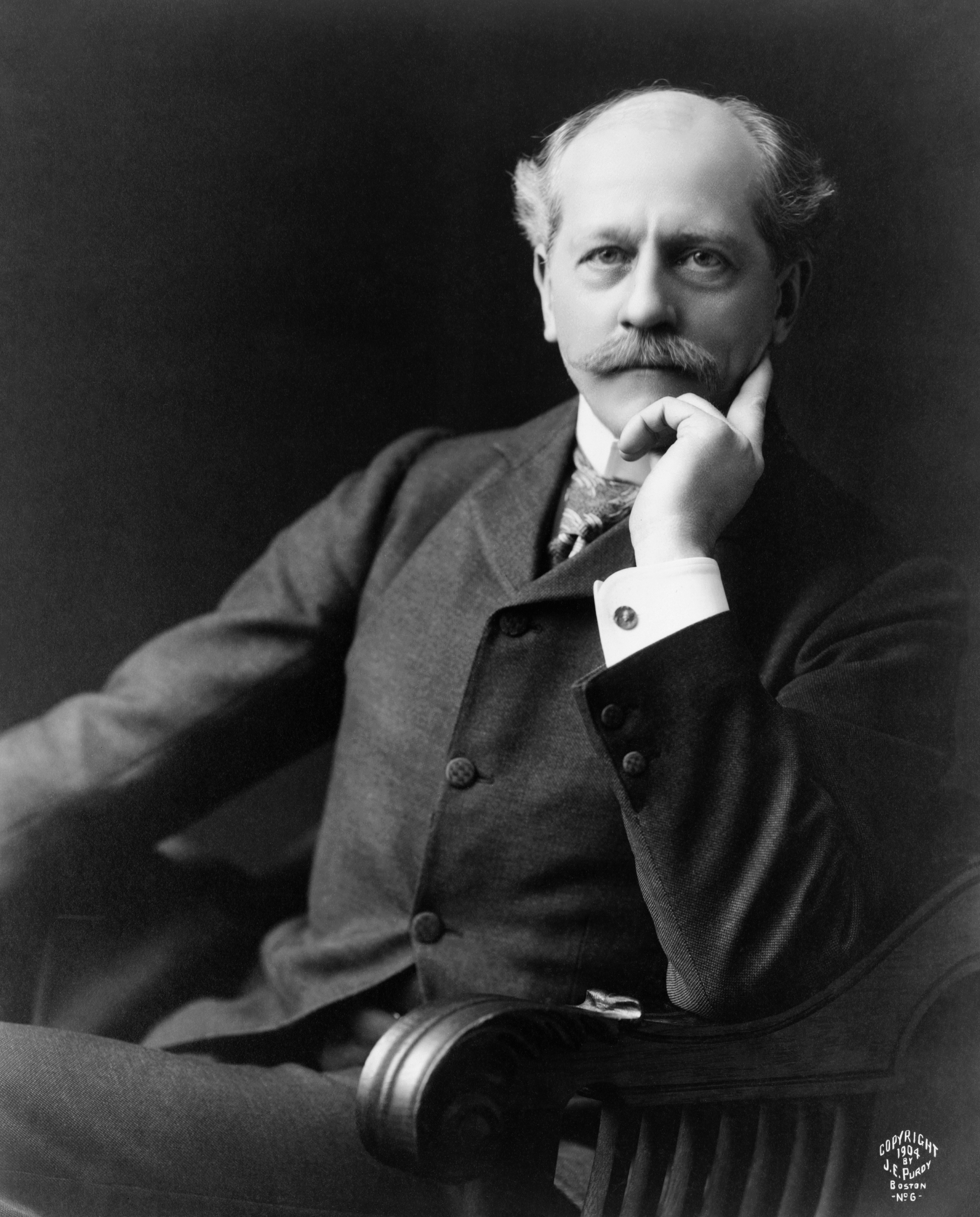
퍼시벌 로웰

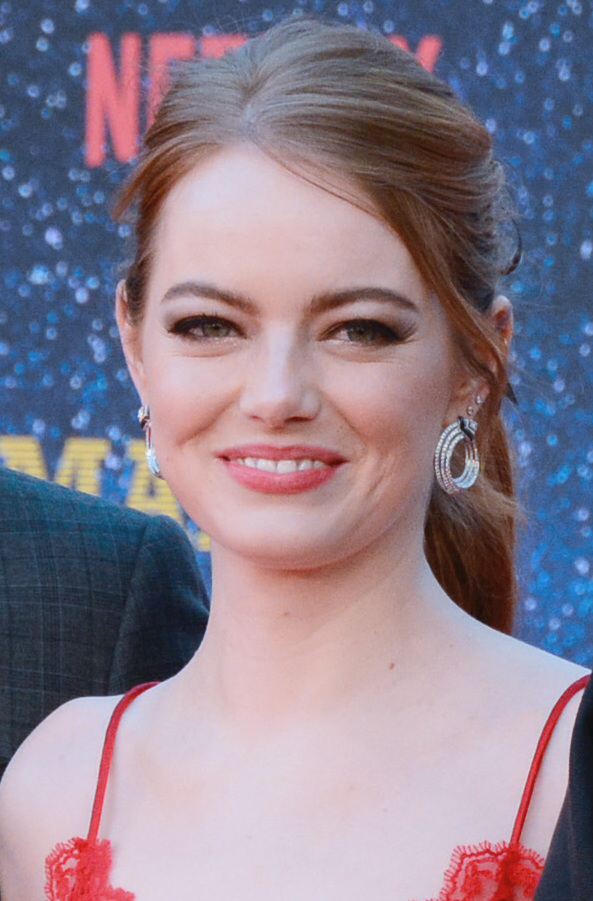
엠마 스톤

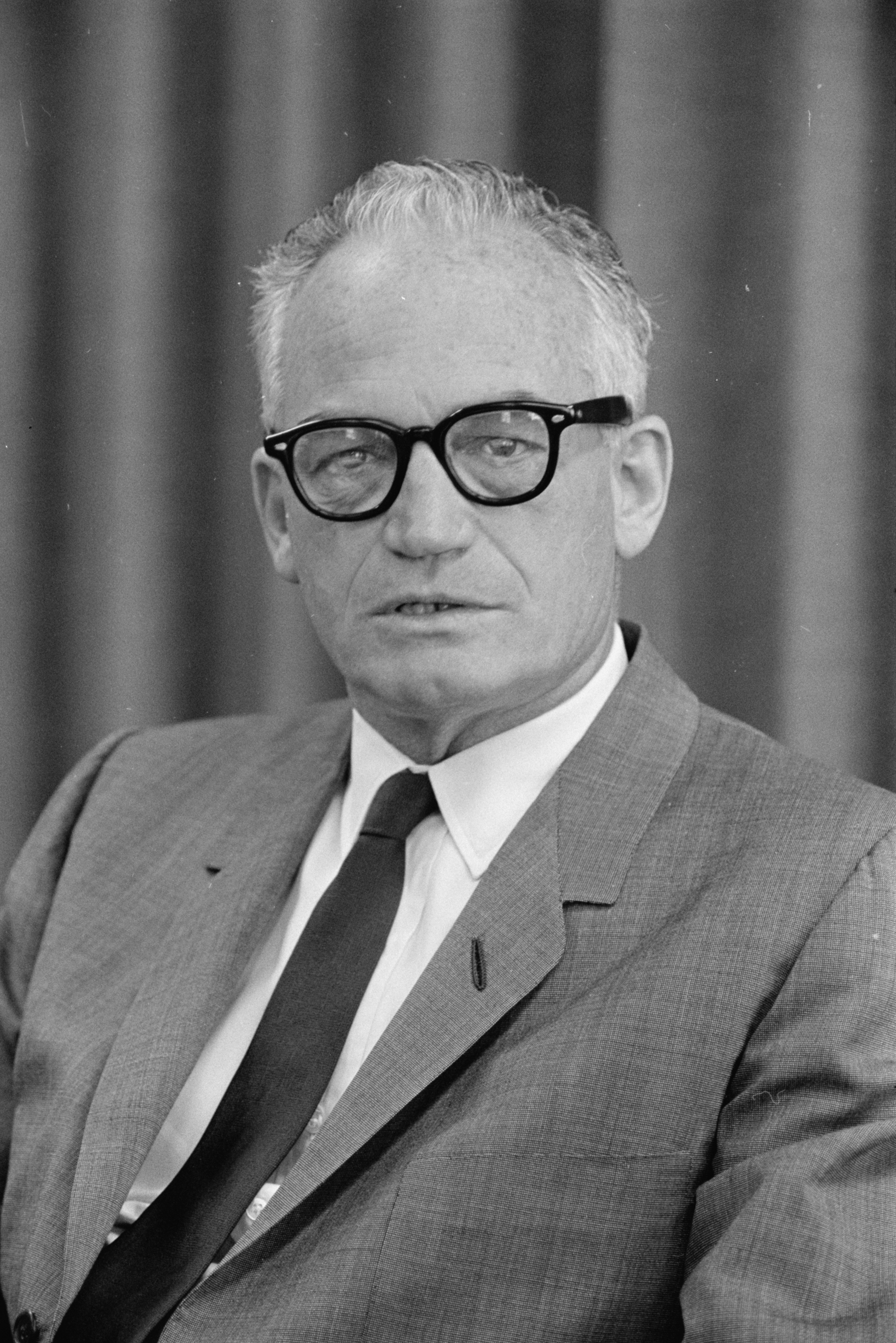
배리 골드워터

애리조나  출신이거나 이곳에 거주했던 유명한 인물 중에서 한국인에게도 잘 알려진 사람은 아래와 같다.
(이 부분은 계속 보완되기 위해 여러분의 기여가 필요합니다.)
- 퍼시벌 로웰(Percival Lawrence Lowell, 1855 ~ 1916)  《고요한 아침의 나라 조선》의 저자, 조선과 일본의 문화를 미국에 소개. 플래그스태프에 로웰 천문대를 지었음. 명왕성 발견에 공헌.
- 엠마 스톤( Emily Jean "Emma" Stone, 1988 ~ )  배우. 애리조나주 스코츠데일에서 출생. 영국 아카데미시상식에서 ‘가여운 것들’로 여우주연상,  영화 ‘라라랜드’로  골든글로브와 영국 아카데미 오스카의 여우주연상 등을 받음.
- 배리  골드워터(Barry Morris Goldwater, 1909~1998)애리조나주 상원(1953~1965, 1969~1987), 1964년 미국 대통령 선거 공화당 후보.
- 존 카일 (Jon Llewellyn Kyl, 1942 ~ ) 애리조나주를 대표하는 신진 공화당 상원의원
- 존 매케인(John McCain, 1936–2018) 하원의원과 상원의원을 지낸 정치인이며 2008년 미국 대통령 선거 미국 공화당 대통령 후보였다.
- 샌드라 데이 오코너 (Sandra Day O'Connor (1930~2023) 미국 최초의 여성 대법관. 1981년 로널드 레이건 대통령은 오코너를 대법관으로 임명했고, 오코너는 2006년까지 25년간 대법관직을 수행.
- 댄 퀘일 (James Danforth "Dan" Quayle, 1947 ~ )  공화당 소속으로, 제44대 부통령을 지냈다.
- 체스터 베닝턴 (Chester Charles Bennington, 1976 ~ 2017) 보컬, 싱어송라이터, 음악가, 뮤지션
- 스티브 닉스(Stevie Nicks, 1948 ~ ) 싱어송라이터

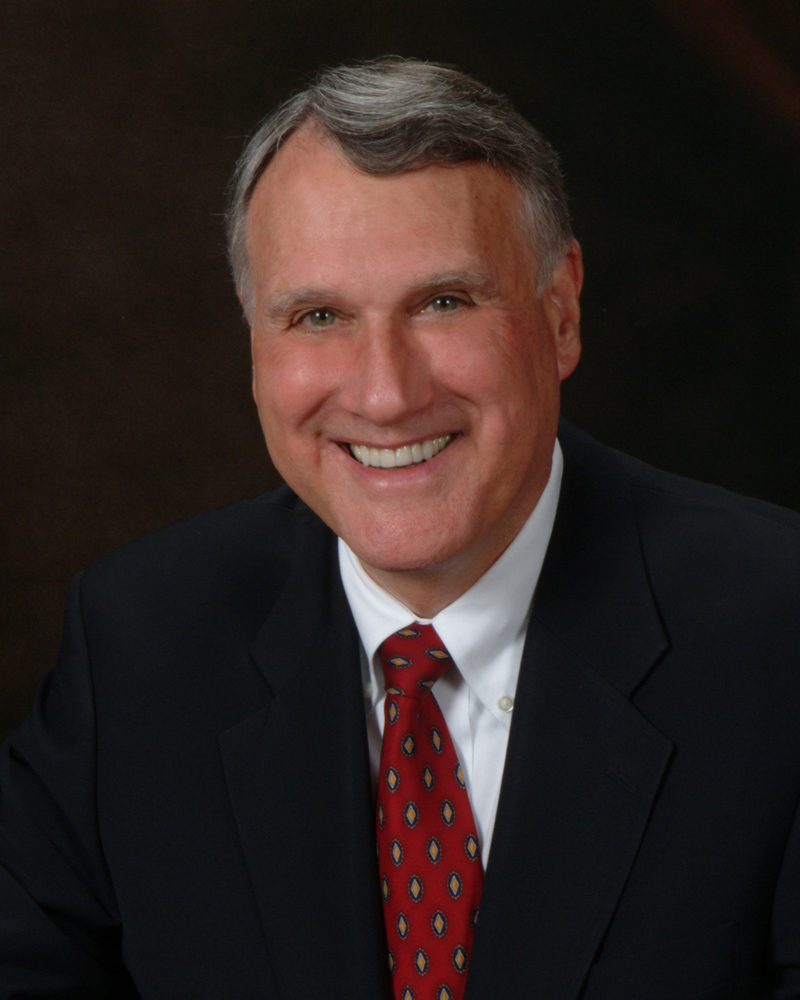
정치가. 존 카일
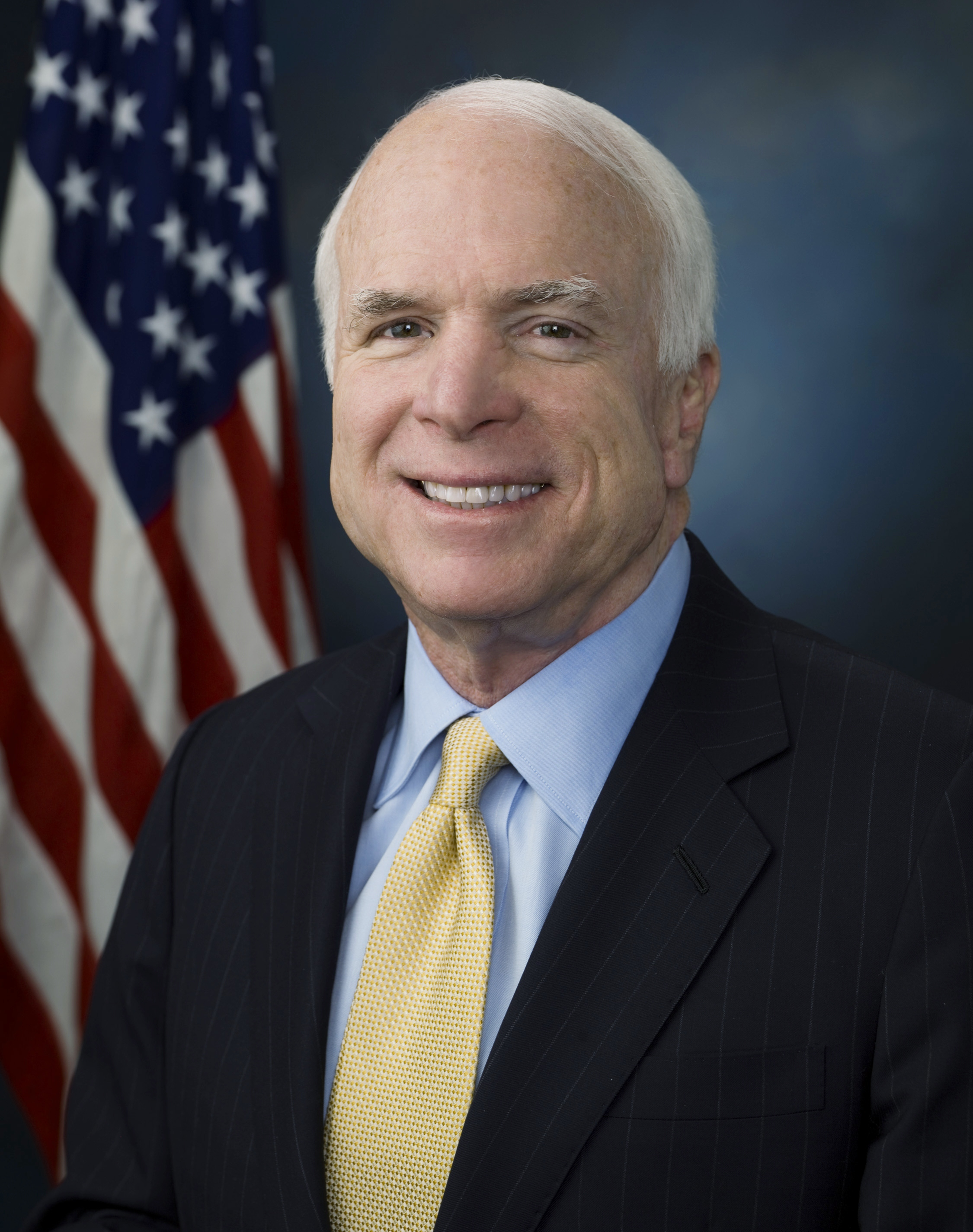
정치가. 존 매케인
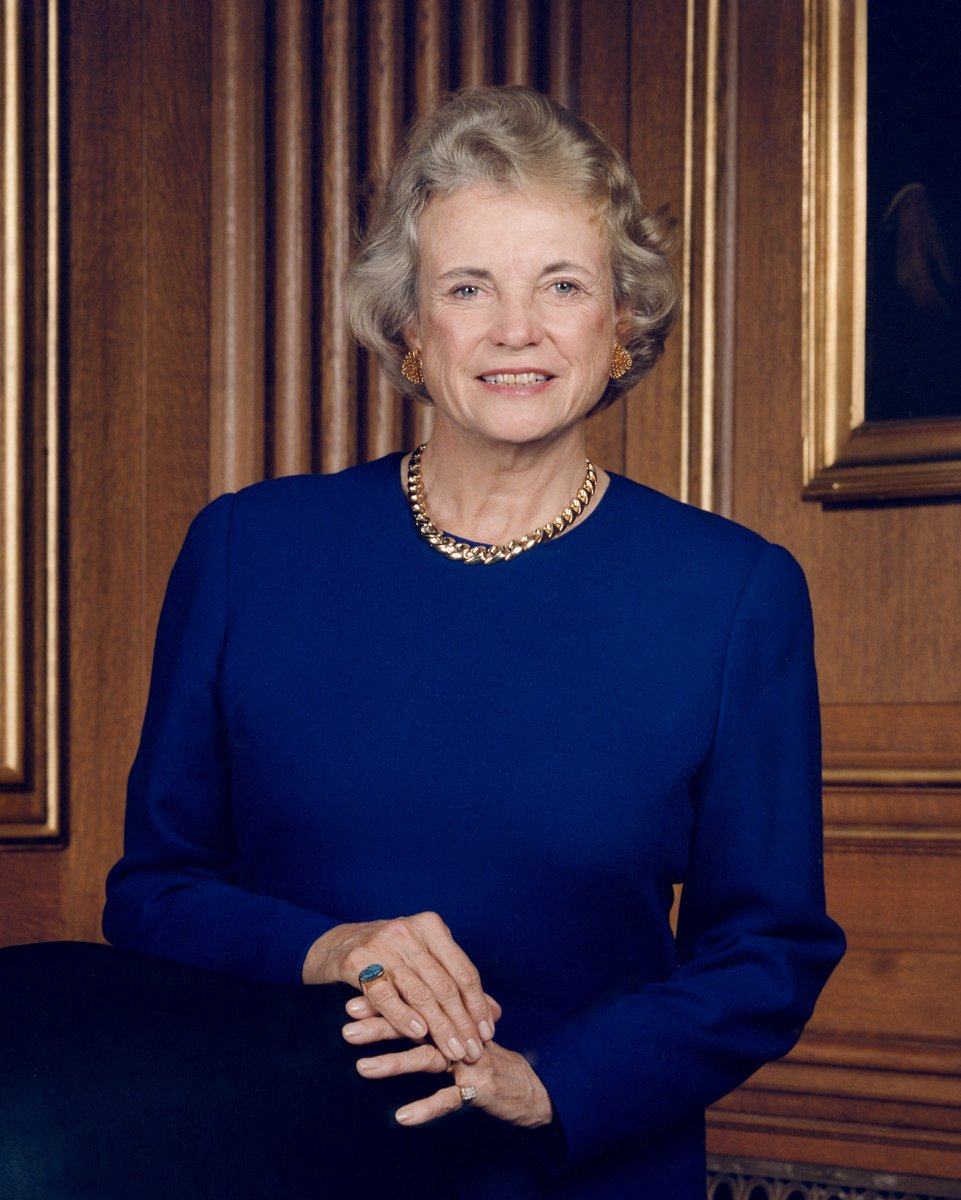
대법관. 샌드라 데이 오코너
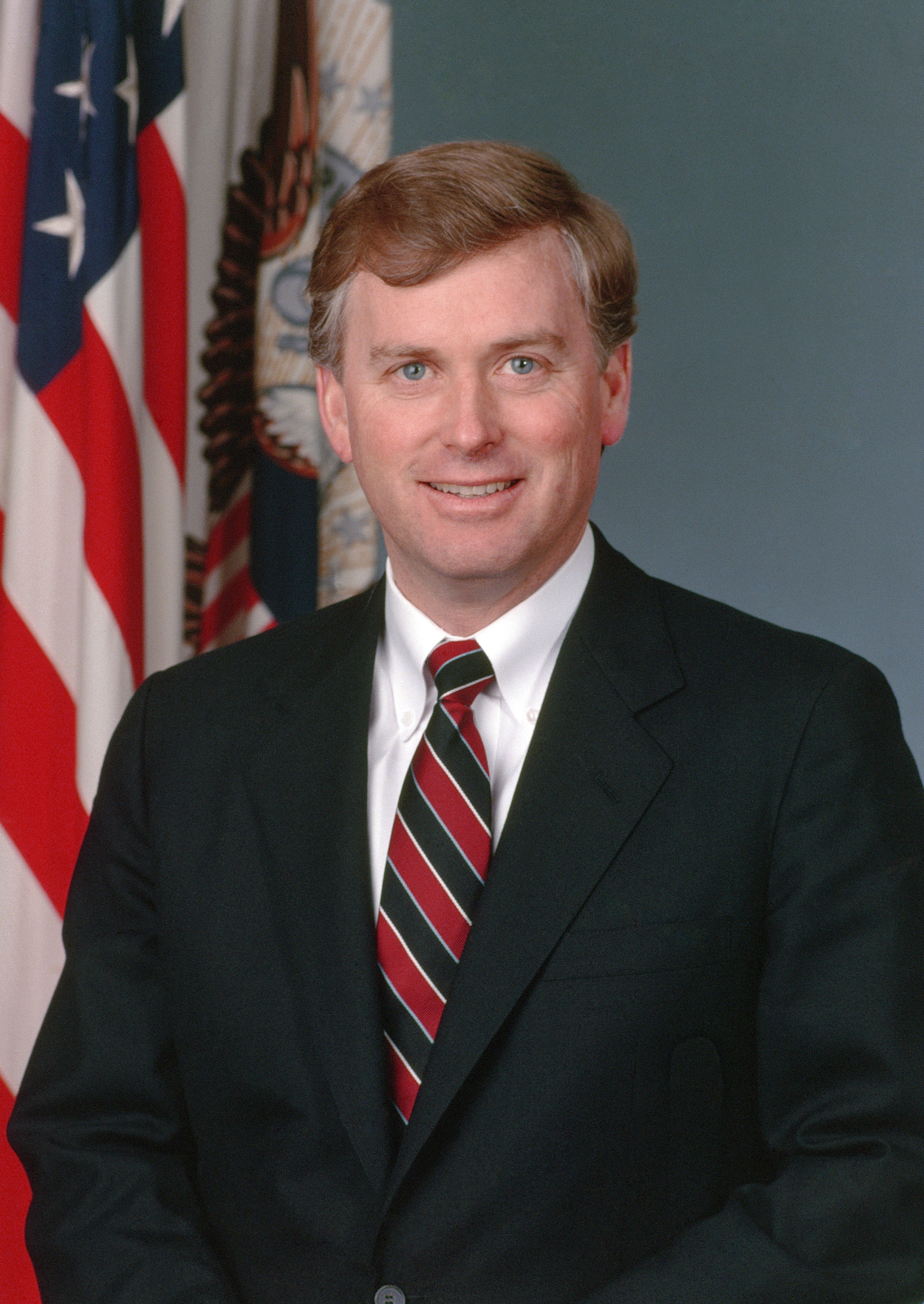
제44대 부통령. 댄 퀘일